# 鼎湖少穗竹
鼎湖少穗竹（学名：Oligostachyum pulchellum）为禾本科少穗竹屬下的一个种。